# Love and Leave
『Love and Leave』（ラブ アンド リーブ）は、BIGMAMAの1枚目のオリジナルアルバム。2007年12月5日にRX-RECORDSよりリリースされた。

## 概要
前作『short films』から1年2ヶ月ぶりのリリース。2006年に深澤祐介(Gt/Cho)、横田康平(St/Cho)の脱退と活動休止を経て、安井英人(bass)、東出真緒(strings)を新たに迎え、現在のメンバー編成になってから、初めてのフルアルバムとなる。通常盤と初回受注生産限定盤の2形態でリリースされ、受注生産限定盤は「Moo」と「HAPPY SUNDAY」のミュージックビデオが収められたエンハンスドCD仕様となっている。

発売記念インストアライブとして，20071221　タワレコ渋谷店で行われた．（対象者　タワレコ渋谷店で購入予約者優先）

また本作は2013年8月28日に、2ndアルバム『Dowsing For The Future』と3rdアルバム『and yet, it moves 〜正しい地球の廻し方〜』と並び、ベストプライス盤と称してジャケットを簡易化させ、シングルCDと同価格の税抜1000円で再リリースされている
。この経緯について、金井政人は「安く売ってしまうことに申し訳なく思う」「単純に過去の作品を聞いてほしくて、そのきっかけづくりにしてほしい」と発言している。

## 収録曲
| 全作曲・編曲: BIGMAMA。 |                         |                      |            |      |
| #                       | タイトル                | 作詞                 | 作曲・編曲 | 時間 |
| 1.                      | 「the cookie crumbles」 | 金井政人・リアド偉武 | BIGMAMA    | 3:31 |
| 2.                      | 「Baseball prayer」     | 金井政人             | BIGMAMA    | 3:19 |
| 3.                      | 「We have no doubt」    | 金井政人             | BIGMAMA    | 3:22 |
| 4.                      | 「HAPPY SUNDAY」        | 金井政人             | BIGMAMA    | 1:27 |
| 5.                      | 「Today」               | 金井政人・リアド偉武 | BIGMAMA    | 4:33 |
| 6.                      | 「CHAIN」               | BIGMAMA              | BIGMAMA    | 3:06 |
| 7.                      | 「Neverland」           | 金井政人             | BIGMAMA    | 3:06 |
| 8.                      | 「The Man's Sorrow」    | 安井英人             | BIGMAMA    | 2:55 |
| 9.                      | 「I'm so empty」        | 金井政人             | BIGMAMA    | 3:04 |
| 10.                     | 「CPX」                 | 金井政人             | BIGMAMA    | 3:32 |
| 11.                     | 「Moo」                 | 金井政人             | BIGMAMA    | 4:18 |
| 12.                     | 「Candy House」         | 金井政人             | BIGMAMA    | 4:35 |
| 合計時間:               | 合計時間:               | 合計時間:            | 40:48      |      |